# Юськи
Ю́ськи (удм. Юсь) — село в Завьяловском районе Удмуртии, входящее в Совхозное сельское поселение. Расположено в 23 км к югу от центра Ижевска и в 23 км к юго-западу от Завьялово. Менее чем в 1 км от села проходят маршрут E 22 и участок железной дороги Ижевск — Агрыз, ближайший остановочный пункт на котором — 17 км. Через село протекает река Лудзинка, на которой устроен пруд.
Удмуртское название села — «Юсь» — в переводе с удмуртского языка означает «лебедь». Согласно легенде, на месте села было озеро, на котором водилось много много уток, гусей и лебедей.

## История
В 1760 году в Юськах освящается первая деревянная церковь, названная Сретенской. Юськи становятся селом. В 1791 году она сгорает и заново отстраивается только через год. В 1846 году начинается строительство каменного храма — Покрова Пресвятой Богородицы, который был освящён в 1859 году. Сретенская церковь была перенесена на кладбище и превращена в часовню. В 1939 году Покровская церковь закрывается указом президиума ВС УАССР (Верховный Совет Удмуртской Автономной Советской Социалистической Республики).
28 июня 1774 года через Юськи проходил Емельян Пугачёв со своей армией. В селе им был повешен священник Семен Яковлев, его жена, отец (бывший священник села Тихонова) и сын (состоявший в Юськах пономарем); церковь и дома духовенства были разграблены. На следующий день самозванец праздновал своё тезоименитство, под именем Петра III, и день именин цесаревича Павла Петровича.
Согласно данным десятой ревизии, проведённой в 1859 году, в 84 дворах казённой деревни Юски при речке Лудзе Большой проживал 631 человек, работало сельское училище, мельница, кузница.
В 1920 году село входит во вновь образованную Вотскую АО, становится центром Юськинского сельсовета. В 1960 году к Юськинском сельсовету присоединяется Лудорвайский. Центр объединённого совета переносится во вновь возникший посёлок Совхозный, но сельсовет продолжает называться Юськинским вплоть до 2005 года, когда он преобразуется в Муниципальное образование «Совхозное» (сельское поселение).
В 1928 году в Лудорвае, Юськах и Лудзе произошёл конфликт деревенской бедноты и управляющей верхушки, впоследствии вылившийся в уголовное Лудорвайское дело.

## Экономика и социальная сфера
Главным предприятием села является МУСП «Юськи», преобразованное из одноимённого обанкротившегося колхоза.
В Юськах работают МОУ «Юськинская средняя общеобразовательная школа», детский сад, фельдшерско-акушерский пункт.

## Улицы
| - Западная улица - Колхозная улица - Комсомольская улица - Лесная улица - Нагорная улица - Октябрьская улица - Пионерская улица - Полевая улица | - Пугачевская улица - Речная улица - Северная улица - Советская улица - Угольная улица - Угольный переулок - Церковная улица - Школьная улица |  |